# Список населених пунктів Таджикистану за чисельністю населення
Список населених пунктів Таджикистану з населенням понад 10 000 осіб (01.01.2014).
| Населений пункт  | Область АО                               | населення |
| ---------------- | ---------------------------------------- | --------- |
| Душанбе          | Душанбе                                  | 775800    |
| Худжанд          | Согдійська                               | 169700    |
| Куляб            | Хатлонська                               | 99700     |
| Бохтар           | Хатлонська                               | 101600    |
| Істаравшан       | Согдійська                               | 58600     |
| Канібадам        | Согдійська                               | 48900     |
| Вахдат           | Райони республіканського підпорядкування | 41600     |
| Турсунзаде       | Райони республіканського підпорядкування | 50900     |
| Ісфара           | Согдійська                               | 45900     |
| Пенджикент       | Согдійська                               | 40000     |
| Хорог            | Горно-Бадахшанська АО                    | 28800     |
| Бустон           | Согдійська                               | 31900     |
| Сомонійон        | Райони республіканського підпорядкування | 22100     |
| Хулбук           | Хатлонська                               | 22400     |
| Гіссар           | Райони республіканського підпорядкування | 26200     |
| Фархор           | Хатлонська                               | 22500     |
| Яван             | Хатлонська                               | 32300     |
| Нурек            | Хатлонська                               | 27200     |
| Дангара          | Хатлонська                               | 24400     |
| Москва           | Хатлонська                               | 22300     |
| Левакант         | Хатлонська                               | 15300     |
| Гафуров          | Согдійська                               | 18100     |
| Пролетарськ      | Согдійська                               | 14500     |
| Бустон           | Согдійська                               | 13200     |
| Вахш             | Хатлонська                               | 13800     |
| Нау              | Согдійська                               | 16500     |
| Зафаробад        | Согдійська                               | 16600     |
| Адрасман         | Согдійська                               | 14300     |
| Шаартуз          | Хатлонська                               | 15500     |
| Шайдон           | Согдійська                               | 14700     |
| Ганчі            | Согдійська                               | 11200     |
| Колхозобад       | Хатлонська                               | 17200     |
| Дусті            | Хатлонська                               | 16000     |
| Істіклол         | Согдійська                               | 15600     |
| Мехнатобад       | Согдійська                               | 10500     |
| Ленінградський   | Хатлонська                               | 12900     |
| Пяндж            | Хатлонська                               | 11400     |
| Н.Розік          | Райони республіканського підпорядкування | 11300     |
| Рогун            | Райони республіканського підпорядкування | 14800     |
| Шарора           | Райони республіканського підпорядкування | 12300     |
| смт М.Турсунзаде | Райони республіканського підпорядкування | 17300     |
| Куйбишевськ      | Хатлонська                               | 12500     |
| Кайраккум        | Согдійська                               | 14800     |